# Militarie Gun
Militarie Gun ist eine US-amerikanische Rock-Band aus Los Angeles, Kalifornien.

## Geschichte
Nach der Auflösung seiner Band Regional Justice Center im Frühjahr 2020 gründete der Sänger Ian Shelton die Band Militarie Gun und veröffentlichte noch im September des Gründungsjahres die EP My Life Is Over, die Shelton im Alleingang komponierte und einspielte.  Nach der Veröffentlichung wuchs die Band zum Quintett an. Shelton holte die Gitarristen William Acuña und Nick Cogan, den Bassisten Waylon Trim und den Schlagzeuger Vince Nguyen in die Band. Zusammen veröffentlichten Militarie Gun im Juni 2021 die EP All Roads Lead to the Gun und im September 2021 die EP All Roads Lead to the Gun II. Eine Deluxe-Edition, die beide EPs zusammenfasste und vier unveröffentlichte Titel enthält, folgte im Jahre 2022. Militarie Gun tourten im Vorprogramm von Touché Amoré, Angel Dust und Fiddlehead, bevor die Band im Oktober 2022 von Lorna Vista Recordings unter Vertrag genommen wurde. Darüber hinaus unterzeichnete die Band einen Vertrag mit der von Jay-Z gegründeten Managementfirma Roc Nation.
Am 23. Juni 2023 veröffentlichte die Band ihr Debütalbum Life Under the Gun, welches von Ian Shelton und Taylor Young produziert wurde. Das britische Magazin New Musical Express führte Life Under the Gun auf ihrer Liste der zehn besten Debütalben des Jahres 2023. Das Lied Do It Faster wurde von der Fast-Food-Kette Taco Bell für einen Werbespot und für den von Post Malone zusammengestellten Soundtrack für das Videospiel WWE 2k24 ausgewählt. Ende 2023 spielte die Band ihre erste Headliner-Tournee in Europa mit den Vorgruppen Gumm und Syff. Anfang 2024 folgte eine Headliner-Tournee durch Nordamerika mit den Vorgruppen Pool Kids und Spiritual Cramp. Am 26. Januar 2024 folgte die EP Life Under the Sun, auf der vier Lieder des Debütalbums überarbeitet wurden und eine Coverversion des Liedes Whoops, I OD’d von NOFX enthält. Auf der EP arbeiteten Militarie Gun mit Bully, Mannequin Pussy und Manchester Orchestra zusammen. Bei den Heavy Music Awards 2024 wurde Life Under the Gun in der Kategorie Best Album nominiert. Der Preis ging jedoch an Sleep Token.

## Stil
Laut James Christopher Monger vom Onlinemagazin Allmusic spezialisieren sich Militarie Gun in „bekenntnishaften melodischen Hardcore mit ruhelosen Noise-Pop und Punk-Schnörkel“. Die Einflüsse der Band reichen von Black Flag bis Guided by Voices. Jonas Silbermann-Schön vom deutschen Magazin Visions schrieb, dass „kaum eine Band den Paradigmenwechsel, Hardcore mit Melodien vollzustopfen, so kompromisslos auf den Punkt bringt“. Er verglich die Band mit Fugazi, Guided by Voices und Weezer. Mischa Pearlman vom britischen Magazin Kerrang empfahl Militarie Gun an Fans von Drug Church, Drain und Scowl. Emma Wilkes vom New Musical Express bezeichnete Militarie Gun als „Spitze der nächsten radikalen Welle“ im Hardcore, der melodisch und vom Alternative Rock gefärbt wäre. Mia Hughes vom US-amerikanischen Magazin Revolver schrieb, dass Militarie Gun Hardcore mit dem besten des Alternative Rock der 1990er Jahre und dem Classic Rock der 1960er Jahre mischt. Alles „mit einem großen Refrain und einen rotzfrechen Knurren“ liegt in ihrer Spur.

## Diskografie
Alben
- 2023: Life Under the Gun (Loma Vista Recordings)

EPs
- 2020: My Life Is Over
- 2021: All Roads Lead to the Gun
- 2021: All Roads Lead to the Gun II
- 2024: Life Under the Sun

Musikvideos
- 2020: Dislocate Me
- 2021: Don’t Pick Up the Phone
- 2021: Ain’t No Flowers
- 2022: Pressure Cooker (mit Dazy)
- 2022: Let Me Be Normal
- 2023: Do It Faster
- 2023: Very High
- 2023: Never Fucked Up Once
- 2024: Thought You Were Waving
- 2025: Tall People Don’t Live Long (mit Dazy)

## Musikpreise
| Jahr | Kategorie  | für                | Resultat  |
| ---- | ---------- | ------------------ | --------- |
| 2024 | Best Album | Life Under the Gun | Nominiert |